# Изопериметрична задача
Изопериметричната задача (от лат. „изо“ + „периметър“) е задача за намиране на максимална площ при зададена обиколка. Тя е една от класическите задачи от вариационното смятане и първопричина за създаването му.

## История
Задачата се среща още в древността – т.нар. „Задача на Дидона“. Според легендата, Дидона, основателката на Картаген, получава позволение да се засели, но да използва само толкова земя, колкото покрива кожата на един бик. Тя заобикаля ограничението, като нарязва кожата на бика на тънки ивици и с полученото дълго въже загражда земя, достатъчна за цял град. Древногръцките математици са търсили как трябва да се разположи въжето, за да загради най-много земя.
През Средновековието е открито приложението ѝ във физиката и астрономията (Йохан Кеплер се опира на изопериметричния принцип при обяснение на морфологията на слънчевата система).
За първи път днешната формулировка на изопериметричната задача е дадена от Якоб Бернули през 1697 г., но системно изследвана от Леонард Ойлер.
Макар че в двумерния случай решението на задачата е очевидно, доказателството ѝ се оказва предизвикателство пред математиците. Първата стъпка била направена от швейцарския геометър Якоб Щайнер през 1838 г., който използва метод, който по-късно е наречен симетризация на Щайнер. Щайнер показва, че ако съществува решение на изопериметричната задача (в равнината), това решение е окръжността. Той започва с някои интуитивни геометрични конструкции: например показва, че всяка затворена крива, която огражда област, която има вдлъбнатини, може да бъде „надута“ така, че със същия периметър да покрие по-голяма, изпъкнала област. Фактор е и симетрията: Щайнер показва, че ако кривата не е била симетрична, след симетризиране може да покрие по-голяма област от равнината. Така той достига до идеята, че решението е окръжността – единствената равнинна фигура, която е напълно изпъкнала и симетрична, макар и това да не е строго доказателство на изопериметричната задача. Строги доказателства са правени от Трайберг и Хурвиц (1901).
Аналогично, решението на изопериметричната задача за тримерно пространство е сфера, а за n-мерно пространство – n-мерна хиперсфера.

## Решения
Има много варианти за формулировка на изопериметричната задача, но една от най-популярните е: „Измежду всички изопериметрични затворени равнинни криви (затворени равнинни криви с дадена дължина) да се намери онази, която загражда максимално лице“. Еквивалентна е и формулировката: „Измежду всички затворени равнинни криви, които заграждат дадено лице, да се намери онази с минимален периметър“.
За тримерния случай задачата се формулира по следния начин: „Измежду всички повърхнини с дадено лице, да се намери онази, която загражда максимален обем“. Макар че може да се срещне в този контекст, използването на термина „изопериметричен“ за многомерния случай е математически некоректно.
Изказана с формули за общия случай, изопериметричната задача търси екстремум на функционала
{\displaystyle J[y_{1},...,y_{n}]=\int _{x_{1}}^{x_{2}}F(x,y_{1},...,y_{n},y'_{1},...,y'_{n})dx}
при дадени условия от вида
{\displaystyle \int _{x_{1}}^{x_{2}}F_{i}(x,y_{1},...,y_{n},y'_{1},...,y'_{n})dx=l_{i},i=1,...,m},
където F, Fi са дадени функции, li са дадени числа, y1,...,yn са допустими функции, а y'1,...,y'n са съответно производните им.